# Isaloides toussainti
Isaloides toussainti là một loài nhện trong họ Thomisidae.
Loài này thuộc chi Isaloides. Isaloides toussainti được Richard C. Banks miêu tả năm 1903.